# Enterrament a Ornans
Enterrament a Ornans (en francès Un enterrement à Ornans) és un dels quadres més coneguts del pintor francès Gustave Courbet. Està realitzat amb la tècnica de la pintura a l'oli i mesura 315 centímetres d'altura i 668 d'amplada. Va ser pintat el 1849, i actualment es troba exposat al museu d'Orsay de París.
La pintura va ser presentada al Saló de París de 1850, provocant un escàndol, ja que havia donat el tractament, en format i estil, d'una pintura d'història però sobre un fet que no era sinó un «episodi banal», un enterrament de poble, és a dir, una escena de gènere. Aquesta pintura va marcar el naixement del veritable realisme.

## Context històric
Courbet va realitzar Enterrament a Ornans el 1850, un període tan crucial a la història de França com per a la història de l'art modern. Lluís Felip I de França va ser deposat el 1848, i a l'any següent, Lluís Napoleó Bonaparte, futur Napoleó III, va ser elegit president de la República Francesa.
El 1850, especialment durant la Revolució Industrial, els impulsos espirituals dels romàntics esdevenen obsolets davant del ràpid desenvolupament de les tècniques de producció i el sorgiment d'una nova societat. Es formen aleshores dues classes socials paral·leles amb aspiracions contràries: la burgesia es converteix en la classe dominant, i tendeix a imposar la seva política i moral, mentre que la classe obrera cerca d'expressar les seves demandes. Els intel·lectuals, com ara Karl Marx i Pierre-Joseph Proudhon -que era amic de Courbet, qui el 1865 en va pintar un retrat-, van començar a desenvolupar els fonaments de la doctrina socialista. En aquest context social, els artistes no són necessàriament al costat de la classe treballadora i la seva lluita (Courbet participarà en la Comuna de París solament el 1871), però estan en contra de la burgesia, que rebutja les noves formes de l'art. L'artista veritablement innovador tendeix a aïllar-se i marginar-se ell mateix: després de la forma de vida bohèmia i lliure dels artistes romàntics, a la fi del segle xix va aparèixer la imatge de l'artista maleït, que no està al servei de les institucions i dels poderosos com abans, i que només és entès per una petita elit intel·lectual i artística.

## Classificació de l'obra
Coubert en aquesta la seva obra mestra transmet amb el màxim realisme possible un funeral. Possiblement es tracta del funeral del seu propi avi matern, republicà convençut, constatant-se la presència de dos amics jacobins, encara que ell mateix apareix a l'extrem esquerre com a testimoni. Hi assisteix tota la comunitat, des dels representants de l'ajuntament fins a les ploramorts oficials, passant pels gentilhomes i la família del pintor. També un gos perdiguer no vol perdre's l'esdeveniment i es presenta en primer pla. Per comentaris del mateix pintor sabem que tota la població d'Ornans, petita població propera a Besançon i poble natal del pintor, va voler posar per al quadre, resultant un conjunt de quaranta-sis persones a mida natural representades amb enormes dosis de veracitat. Es pot dir que aquesta obra és un pamflet del nou estil artístic defensat per Courbet, considerat com un art científic, naturalista, anticlàssic, antiacadèmic, progressista i social, l'única font del qual havia de ser l'observació directa del natural. Les figures formen un grup compacte, i es retallen sobre les planes muntanyes de la localitat, representades en diverses actituds i postures, tractant-se d'una de les millors galeries de retrats de la història de l'art.

### La religió i la mort

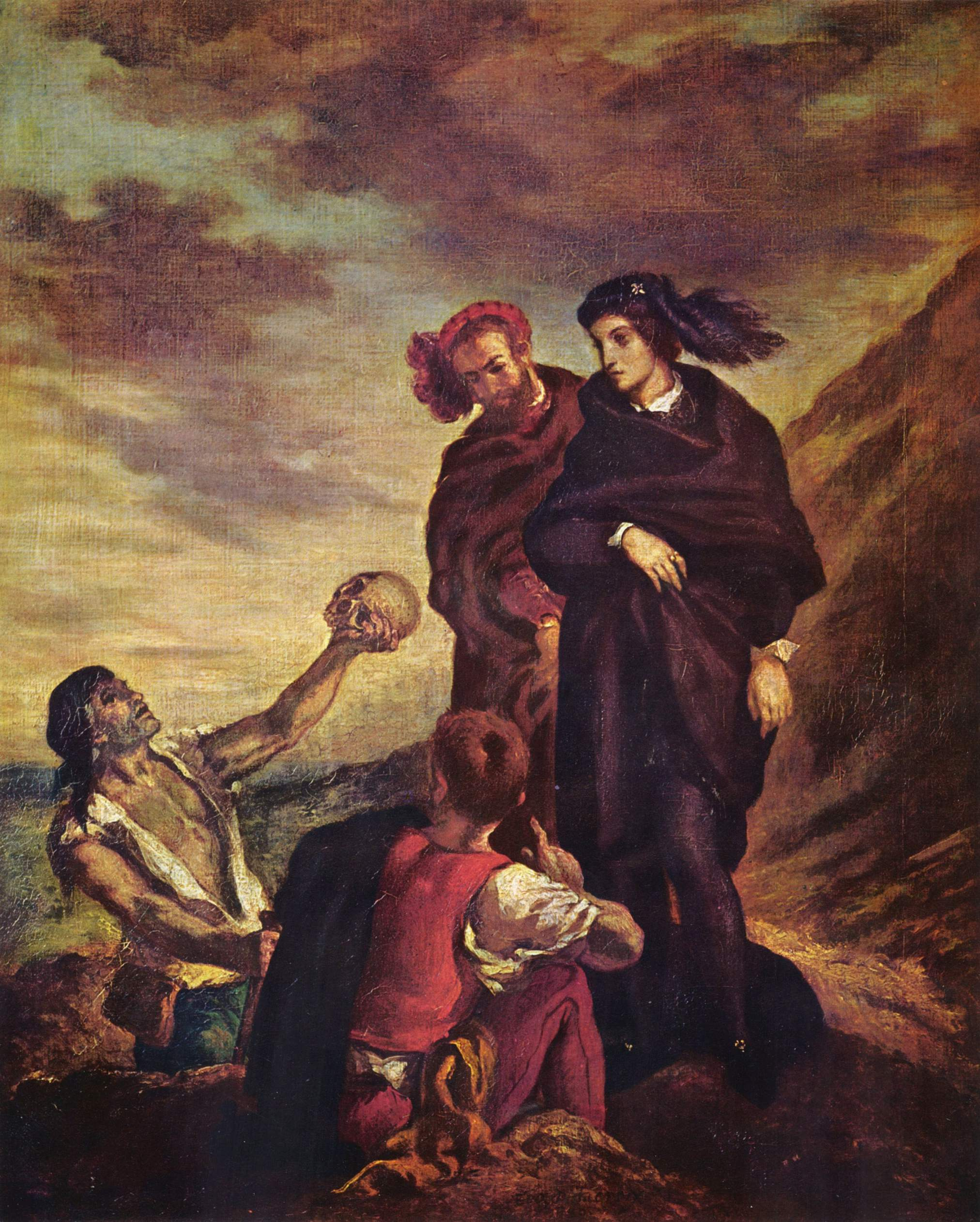
Hamlet i Horaci al cementiri, de Delacroix, on mostra un crani simbòlic

A l'Enterrament a Ornans es barregen els temes de la mort i de la religió mitjançant l'enterrament, un ritu funerari ocupa un lloc fonamental unint en el dolor una comunitat pobletana. Més enllà del ritu religiós en si mateix, l'univers de l'obra està carregat de símbols relacionats amb la religió i la mort:
Als Evangelis apòcrifs es diu que «quan Crist va agonitzar, la terra va tremolar, es va esquinçar i va fer brollar el crani d'Adam, enterrat des de feia mil·lennis». Courbet ha representat en el quadre un crani a la dreta de la fossa. També es troba aquest crani simbòlic a Hamlet i Horaci al cementiri, pintat per Delacroix el 1839, solament deu anys abans. Aquesta mateixa calavera, així com els ossos en creu i les llàgrimes que figuren a la tela mortuòria, significarien que «l'iniciat renaixerà a una nova vida», en una al·lusió de Courbet a la sorda i secreta tradició maçònica a la població d'Ornans. El gos també tindria una càrrega simbòlica. De fet, a diverses societats és l'animal que acompanya l'home a l'altra vida i està present sovint a les cerimònies sagrades, per exemple, de l'antic Egipte o dels inques.

## Descripció
El suport és una tela que mesura 3,24 metres d'alt per 6,63 metres d'amplada. Està pintat a l'oli.

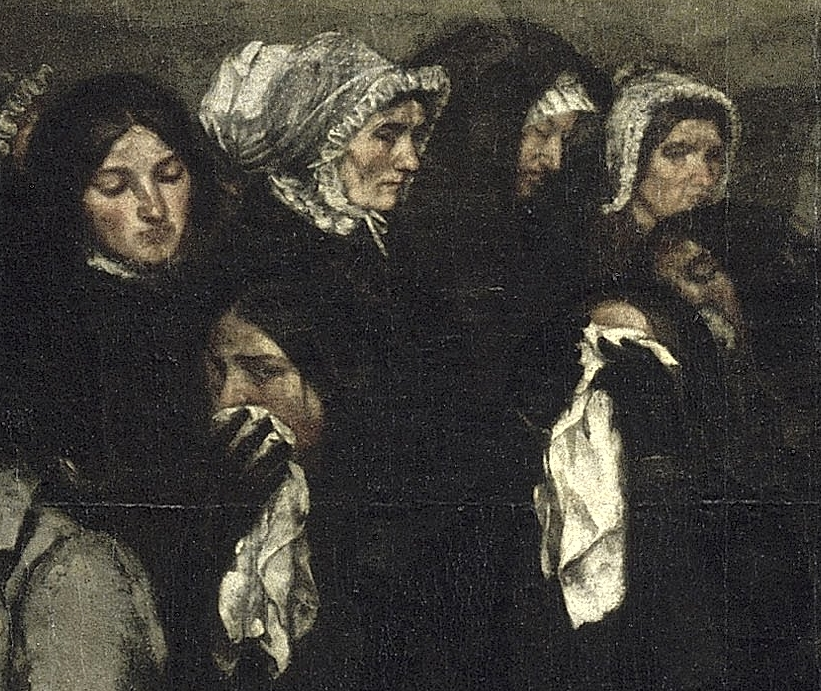
En primer pla, dues dones identificades com familiars directes del pintor

És una composició oberta. La composició ve determinada per les figures representades de peu, a mida natural, que estan dispostes una al costat de l'altra, a manera de fris, imitant els sarcòfags de l'antiguitat romana. El fris que formen els personatges, proper al que s'anomena una isocefàlia, segueix la mateixa ondulació rítmica que la serralada del Jura, que serveix de fons i que era el paisatge autèntic d'Ornans. Els personatges estan posats sense cap mena de jerarquia, però les dones es mantenen separades dels homes a la dreta. L'horitzontalitat dels dos penya-segats del fons i dels núvols es contraposa amb la verticalitat dels personatges.
La perspectiva ve donada pel clarobscur, els diferents plans en què es distribueixen les figures i la seva superposició i el fons amb els penya-segats que s'alcen darrere els personatges.
La línia de l'horitzó està per damunt dels caps dels assistents a l'enterrament. No hi ha una simetria clara. L'estructura compositiva de la pintura té el seu centre en l'acció que té lloc a l'única obertura existent a la línia dels penya-segats.
La llum és barroca, inspirada lleugerament en Caravaggio. Cerca contrasts entre el primer pla, on està el taüt i els religiosos que fan la cerimònia, i la franja de personatges vestits de negre. La llum no s'utilitza per accentuar el dramatisme dels personatges, sinó per donar corporeïtat i volum als cossos. Al quadre domina una llum crepuscular que accentua la solitud del paisatge.
Utilitza una gamma cromàtica molt reduïda per afegir dramatisme a l'escena. Predomina el color negre i el blanc, també hi ha vermells a les togues i els birrets dels macers, on es veu la influència de Velázquez i Zurbarán. El color blanc predomina a les persones i als objectes del primer pla, com la sèrie de petites taques blanques (els mocadors, els colls de les camises, les còfies i el gos) que s'expandeixen per tot el quadre. Al costat d'aquests colors predominen una sèrie de tons terrosos i verds del paisatge que donen unió al quadre.

### Una construcció geomètrica
La pintura de Courbet obeeix a una construcció geomètrica:
- En primer lloc, si un segueix les línies formades pels penya-segats del fons i pels peus de la gent al primer pla (en blau), observa que el «cel», on segons la simbologia de la religió cristiana roman l'esperit dels mort, s'oposa a la «terra», on hi ha la fossa i on el cos físic serà enterrat.

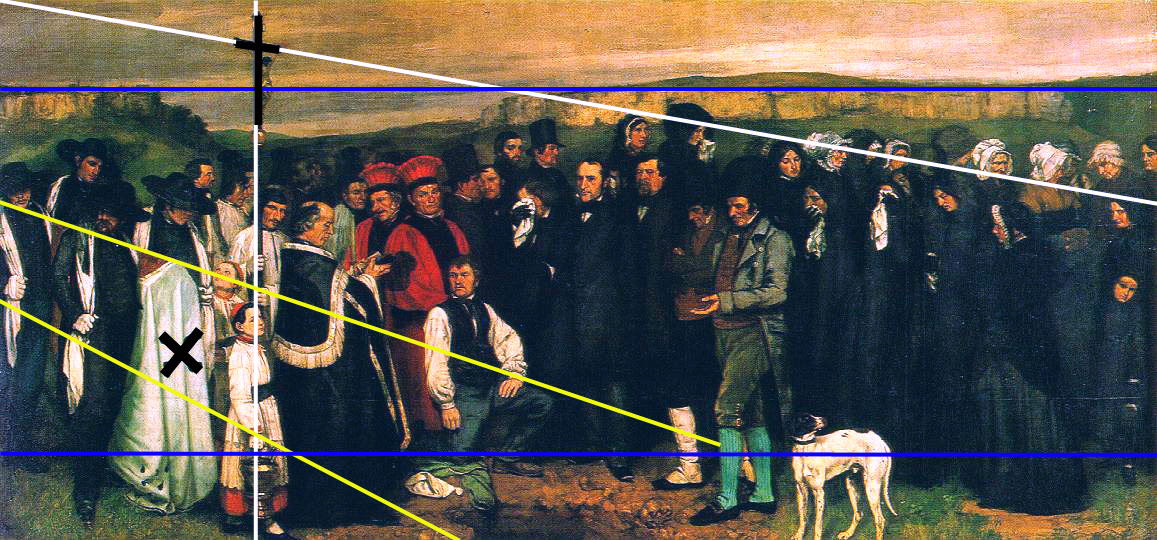
Composició geomètrica a l'Enterrament a Ornans

- Per altra banda, el taüt s'inclina al llarg de la diagonal del rectangle format per l'horitzó i la vora inferior de la tela (línies grogues). El taüt té la mateixa inclinació que el braç horitzontal de la creu i, si s'allarga la diagonal, es descobreix que «es llença» cap al fosser i cap a la fossa on ha d'acabar enterrat.
- Finalment, el perllongament dels braços del santcrist (línia blanca inclinada) mostra una diagonal que creua el cel per damunt de la multitud. També es distingeix un eix (línia blanca vertical) que va des del terra (la «terra», el fossar…) fins al «cel»: passa a través del gerro de l'aigua beneita, aigua amb la qual el sacerdot pot batejar, pel cor del nen, que ha rebut el sagrament de la comunió, el portador de la creu, que ha rebut el sagrament del matrimoni i per fi el crucifix i el cos de Crist. Courbet, va representar el viatge de la vida mitjançant els sagraments cristians, des del naixement fins a la mort, i també la vida després de la mort. La creu del crucifix i la creu dibuixada amb ossos a la tela que cobreix el taüt (ressaltades en negre) formen dues creus fosques, clarament visibles sobre el fons clar: el símbol de la religió cristiana s'oposa a un símbol dels francmaçons.

### Els personatges
Els 27 personatges són tots habitants d'Ornans que Coubert va fer posar al seu taller. Separats, els homes a la part esquerra i les dones a la dreta, com es feia en aquella època dintre dels temples. Els homes porten vestits negres i molts d'ells barret de copa alta. Les dones porten còfies blanques i caputxes negres; moltes d'elles sostenen un mocador blanc a la mà per plorar el mort. A partir de les dades dels arxius municipals i d'actes notarials, els historiadors han pogut donar nom a gran part de tots els personatges.
Els quatre portadors: estan vestits amb guants blancs, roba de color negre i grans barrets amb les vores arrodonides. Porten el fèretre amb un llençol blanc que el rodeja i giren la cara cap al costat contrari (era costum exposar el cos durant alguns dies abans del funeral i potser l'artista representa així la pudor dels morts). (1) Era probablement un sabater artesà, (2) un agricultor propietari, (3) un músic (que també es troba a l'obra Després del sopar a Ornans, i (4) un propietari. Els dos últims són amics de Courbet. A l'extrem esquerre del llenç, darrere els portadors, (no surt en aquest esquema, però sí en el quadre sencer) és possible que estigui representat l'avi de Courbet que va morir un any abans.
Els cinc sagristans: que es troben darrere el sacerdot, a l'esquerra del taüt i vestits de blanc. (7) Un d'ells, que porta la creu, és un viticultor. Els altres dos (5) i (6) són, respectivament, un músic i un artesà sabater. El grup dels sagristans està «connectat» al cel a través de la creu, que sobrepassa la multitud i els penya-segats del fons.
Els dos escolans: el primer (8) mira cap a un personatge portador, a qui acaba de tocar el barret amb el seu ciri. El segon (9), al primer pla, és el que porta el gerro de l'aigua beneita.
El sacerdot (10): vestit amb gran pompa per al funeral llegeix els textos del seu breviari (llibre litúrgic que conté les oracions que s'han de llegir diàriament pels sacerdots) que sosté a la mà. Es troba enfront dels revolucionaris situats a l'altre costat de la fossa.
Els dos domers: són empleats laics de l'església, que garanteixen el bon desenvolupament de les cerimònies religioses. El de l'esquerra (11) és un enòleg, mentre que el de la dreta (12) és un humil sabater. El color vermell dels seus vestits i dels barrets fa que semblin sortits directament d'un quadre italià de l'Edat mitjana tardana. Tanmateix, a la sagristia de l'església d'Ornans es va trobar un d'aquests barrets.

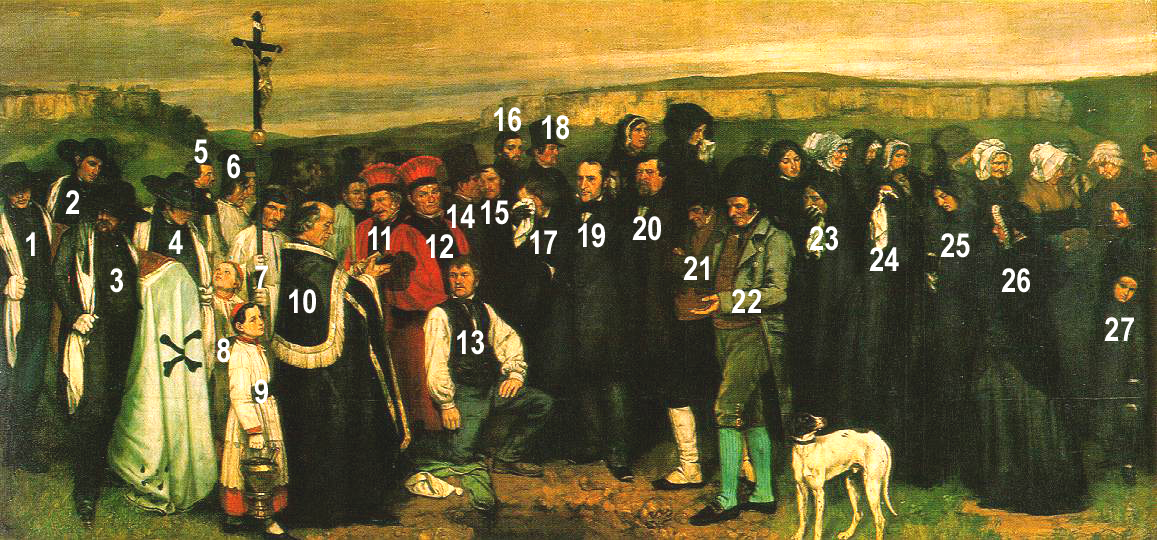
Personatges

L'enterramorts: (13) Anthony Joseph Cassard, fill d'un sabater i que és un pobre camperol, ha deixat la seva jaqueta i la gorra de llana a les vores de la fossa que acaba d'obrir, com es veu pel color de la terra. Espera l'arribada del taüt i té un genoll a terra. Si la seva mirada, a mitjana alçada de la pintura, girada cap al grup dels oficiants i cap a la creu, ens porta al món espiritual de la cerimònia, la resta del seu cos ens porta cap a la part inferior del món i la realitat: l'enterrament del cadàver.
Grup dels homes: en primer pla els dirigents burgesos i els notables, (14) un jutge, (15) l'alcalde d'Ornans Prosper Teste, (17) un antic gendarme, passat a prestador sobre penyores, que sosté un mocador, (19) un moliner ric i (20) un advocat, amic de Courbet. Al fons es troben dos amics de la infància del pintor: (16) un rendista solter i (18) un burgès acomodat.
Els dos revolucionaris: porten el vestit usat pels revolucionaris entre 1792 i 1793 (és a dir, quan la Primera República Francesa). La data de la pintura és 1849 i Courbet ha estat testimoni de l'arribada de la Segona República Francesa el 1848. El primer (21) porta polaines blanques i el segon, al primer pla, (22) mitges blaves. Aquest últim, la mà estesa cap a la tomba, sembla oficiar al mateix temps que el sacerdot que es troba davant seu. Cal relacionar aquest cara a cara incongruent entre la República i l'Església amb el compromís polític de Courbet que va ser seguior de la Comuna de París el 1871.
El grup de dones: al cap del seguici,a primer pla, estan representades les dones de la família de Courbet. La seva mare (23) i tres de les seves germanes (24) - (25) - (26). La nena (27) a l'extrem dret de la pintura és una cosina de l'artista.

## Funció i significat de l'obra

La coronació de Napoleó, obra de Jacques-Louis David, té certa semblança amb la composició de lEnterrament a Ornans de Courbet.

L'objectiu de Courbet en pintar aquest quadre era plasmar un esdeveniment social, com ho és un enterrament. Així i tot, el pintor era plenament conscient que reproduir els fets tal com són pot convertir-se en una denúncia i en un acte provocatiu, però és la realitat i ningú no pot canviar-la.
L'obra Enterrament a Ornans va ser presentada al Saló de París de 1850 on, malgrat ésser premiada amb la segona medalla, va ser molt mal rebuda pels crítics indignats en veure que un treball tan gran (6,68 metres per 3,15 metres) representés una «anècdota popular» amb tanta serietat. El format panoràmic estava aleshores reservat per a les grans escenes històriques, mitològiques o religioses.
El fet de qüestionar la jerarquia dels gèneres va sorprendre els crítics. Per a la majoria d'ells, la pintura de Courbet va ser considerada com un art «socialista». Les reaccions van ser violentes: És possible pintar gent tan horrible? es pregunta al públic en un dibuix d'Honoré Daumier. La crítica va descriure els personatges com caricatures menyspreables inspirant la repugnància i provocant el riure. Segons Delacroix: Això ja no és una festa per als ulls, sinó que és l'enterrament del romanticisme. Altres van dir Oh, quina gent més lletja! Si se'ls fa així, com seran... almenys haurien de tenir dret a no ser pintats!; El Watteau lleig; Sembla que el seu pinzell es delecta a la imitació sistemàtica de la natura trivial i horrible, que les seves preferències es dirigeixen a aquestes deformitats grotesques en tota la lletgesa. Étienne-Jean Delécluze va comentar sobre aquesta obra: El realisme és un sistema de pintura salvatge en que l'art és envilit i degradat. Va arribar a parlar-se d'«immoralitat» tant per al pintor com per a la seva obra.
La pintura, donada la proliferació d'aquestes crítiques, va ser rebutjada a l'Exposició Universal de 1855. Aleshores Courbet finançà amb els seus mitjans la seva pròpia exposició, just al davant, i presentà un conjunt de quaranta de les seves pintures que expressaven el seu realisme. Per a aquesta exposició el pintor va fer imprimir un catàleg on assumia el terme de «pintor realista», donant lloc d'aquesta manera al naixement oficial del realisme.

## Antecedents i influències posteriors
Als vint anys Courbet es va traslladar a París, on va freqüentar el Museu del Louvre, i on va copiar els mestres holandesos (Hals i Rembrandt), així com Ticià i Tintoretto. Igualment va rebre la influència de l'escola espanyola (Velázquez, Zurbarán i Bartolomé Esteban Murillo) i dels mestres de l'Escola de Barbizon (Millet, Théodore Rousseau). Així va aprendre a prestar atenció als detalls més ínfims de la natura. L'obra d'aquests pintors el va influir força, i això es reflecteix en aquesta obra. Courbet va demostrar la validesa de l'escena vulgar en una època en què es buscava «el bell ideal». La seva passió per l'objectivitat i per la necessitat de plasmar a la seva pintura l'objectivitat del realisme pur, va ser compartida després per la generació dels pintors impressionistes, els quals van descobrir l'acció de la llum com la veritat òptica, desafiant tot el que havia estat la pintura fins aquest moment, com Coubert havia estat el primer d'oposar-se a la tradició de la seva època.
Juntament amb Courbet, el moviment realista dintre de la pintura francesa estava representat per altres dos artistes, Honoré Daumier i Jean-François Millet, que es van distingir per les seves obres realistes a favor dels treballadors més humils. Daumier, a la seva obra El vagó de tercera classe realitzada amb colors ocres foscs, presenta a gent senzilla en una actitud quotidiana com a l'Enterrament a Ornans.

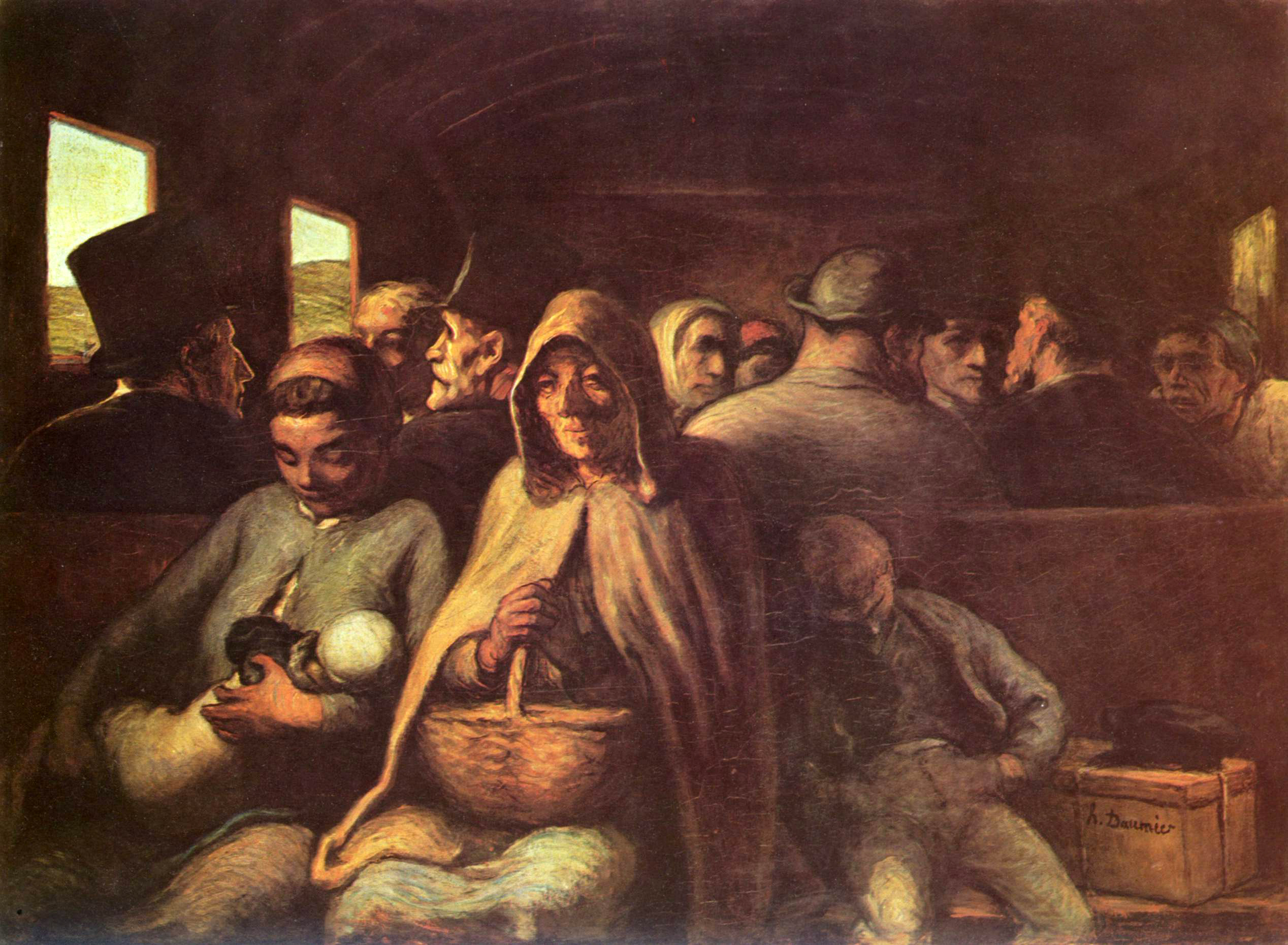
El vagó de tercera classe d'Honoré Daumier
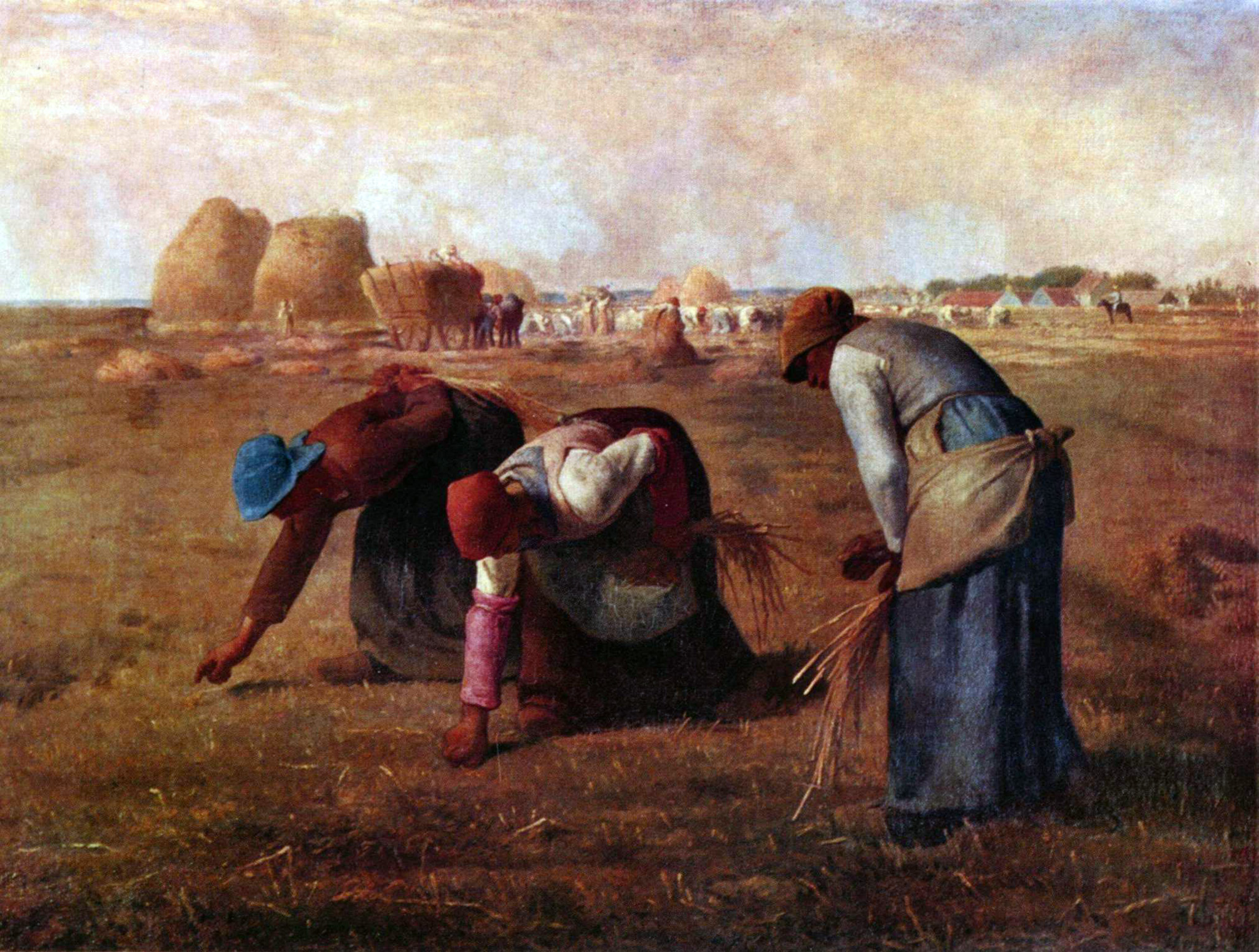
Les espigoladores de Jean-François Millet
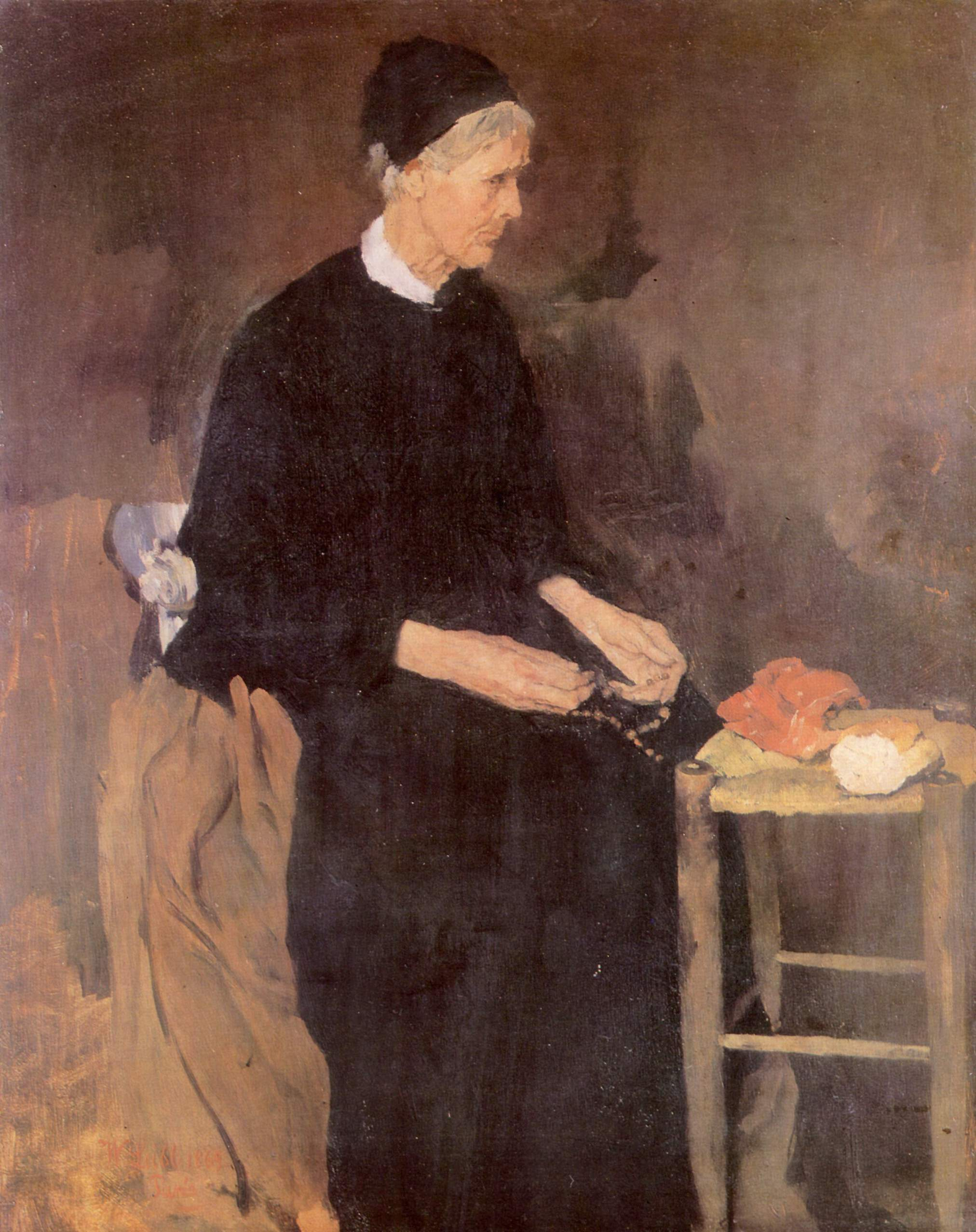
Vella parisenca de Wilhelm Leibl
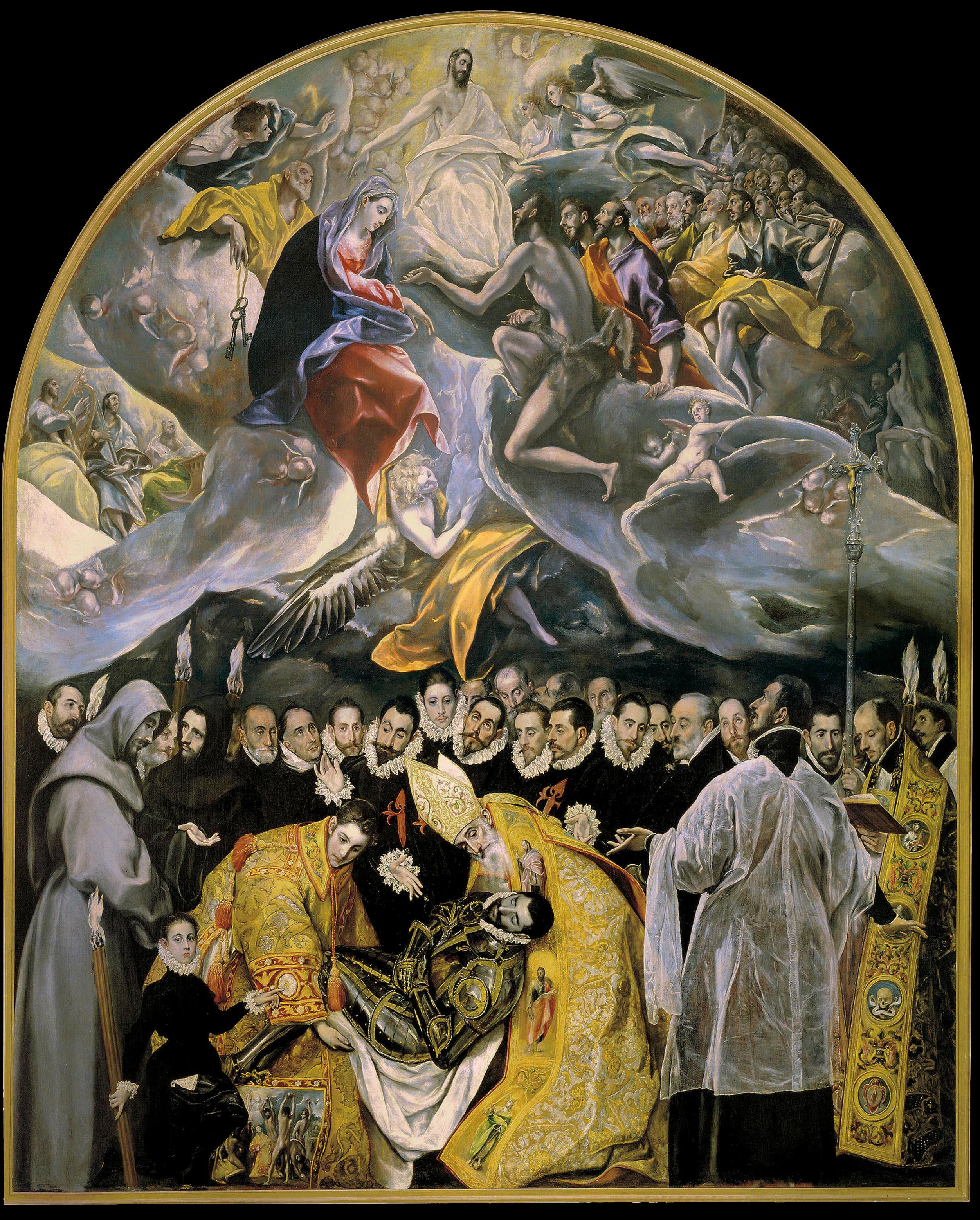
L'enterrament del comte d'Orgaz de El Greco

Millet, d'origen rural igual que Courbet, va presentar a la seva obra un caràcter social, principalment amb la temàtica dels treballadors del camp, als quals representava amb un sentiment resignat, però demostrant un to de denúncia social amb la duresa del seu treball i la seva gran pobresa. Com Courbet va rebre crítiques de ser «pintor socialista»:
| « | Però per què el senyor Millet ens ofereix aquests treballadors malaltissos i sofrents? A la seva admiració compromesa, uns certs crítics fins i tot han arribat a veure a la seva obra la personificació del proletariat modern. | » |

El pintor alemany Wilhelm Leibl, va conèixer Courbet el 1869 a Múnic. Impressionat per la seva pintura es va traslladar a París on va realitzar la seva obra Vella parisenca (1870) i més tard Tres dones a l'església (1878) amb clara inspiració de la pintura de gènere de Gustave Courbet.
La historiadora Linda Nochlin ha establert una comparació entre l'obra de Courbet i L'enterrament del comte d'Orgaz realitzat per El Greco entre 1586 i 1588; en ambdues obres s'estableixen dos espais, el superior com a part celestial i l'inferior com a part terrenal on es personifica l'escena material de la pintura. Tot i que a l'obra de Courbet la part superior només té el crucifix, perquè segons va explicar el pintor: «No puc pintar un àngel perquè mai no n'he vist cap».

## Cronologia
- 1849 -Va ser pintat per Gustave Courbet amb personatges reals.
- 1850 -Exposició de l'obra a Ornans, Besançon, Dijon i finalment al Saló de París.
- 1877 -La seva propietària va ser la germana de l'autor, Juliette Courbet.
- 1881 -Juliette Courbet la va donar a l'estat francès, que la va atribuir al Museu del Louvre.
- 1882 -Fins al 1986 es va conservar al Museu del Louvre.
- 1986 -Des d'aquest any es mostra al museu d'Orsay a París.[7]
- Actualitat-Encara esta al museu d'Orsay a París